# Majdan Stary (rejon szeptycki)
Majdan Stary (ukr. Старий Майдан) – wieś na Ukrainie, w obwodzie lwowskim, w rejonie szeptyckim.
Do 2020 w rejonie radziechowskim.
Do 2024 należał do rejonu czerwonogrodzkiego.
W II Rzeczypospolitej do 1934 roku wieś stanowiła samodzielną gminę jednostkową w powiecie radziechowskim w woj. tarnopolskim. W związku z reformą scaleniową została 1 sierpnia 1934 roku włączona do nowo utworzonej wiejskiej gminy zbiorowej Ohladów w tymże powiecie i województwie. Po wojnie wieś weszła w granice Związku Radzieckiego.
Urodził się tu Jan Władysław Tomasz Jordan Rozwadowski herbu Trąby (ur. 23 listopada 1889, zm. 1940 w Kijowie) – pułkownik dyplomowany kawalerii Wojska Polskiego, teoretyk wojskowości, kawaler Orderu Virtuti Militari, ofiara zbrodni katyńskiej.